# Cèsar i Cleopatra (pel·lícula de 1945)
Cèsar i Cleopatra (títol original en anglès: Caesar and Cleopatra) és una pel·lícula britànica dirigida per Gabriel Pascal el 1945. Aquesta pel·lícula va rebre una nominació a l'Oscar a la millor direcció artística per John Bryan. Ha estat doblada al català.

## Argument
Al primer segle abans de Crist, Juli Cèsar, perseguint el seu rival Gneu Pompeu Magne, desembarca a Egipte al capdavant d'un exèrcit. Cridat a prendre partit en les rivalitats entre el sobirà egipci i la seva jove germana, Cleòpatra, acaba fent d'aquesta la reina d'Egipte.

## Repartiment
- Vivien Leigh: Cleòpatra VII
- Claude Rains: Juli Cèsar
- Stewart Granger: Apollodorus
- Flora Robson: Ftatateeta
- Francis L. Sullivan: Potinus
- Basil Sydney: Rufio
- Cecil Parker: Britannus
- Raymond Lovell: Lucius Septimus
- Ernest Thesiger: Teodot de Samos
- Anthony Harvey: Ptolemeu
- Michael Rennie: Centurió Quayside
- Jean Simmons: Una arpista
- Kay Kendall: Una esclava
- John Laurie: primera sentinella auxiliar
- Stanley Holloway: Belzanor

No surt als crèdits :
- Roger Moore: Un soldat romà
- Cathleen Nesbitt: Una egípcia